# Franknowo
Franknowo (Duits: Frankenau) is een plaats in het Poolse district  Olsztyński, woiwodschap Ermland-Mazurië. De plaats maakt deel uit van de gemeente Jeziorany en telt 960 inwoners.